# Pinus lumholtzii
A Pinus lumholtzii a fenyőfélék (Pinaceae) családjába tartozó növényfaj. Mexikóban, ahol honos, a következő neveken nevezik: ocote, pino amarillo („sárga fenyő”), pino barba caída („lógó szakállú fenyő”), pino triste („szomorú fenyő”), rarámuri nyelven pedig sa wá.

## Jellemzése
Hosszú, lazán lógó tűi könnyen felismerhetővé teszik. A mexikóban honos fenyők közül az egyik legkisebb tobozú faj. Általában mintegy 20 méter magasra nő, törzse egyenes, átmérője mellmagasságban 50–70 cm, keresztmetszete többnyire kör alakú. Koronája terebélyes, kerek. Kérge fiatalon vörösbarna, pikkelyesen hámló, később vastaggá, szürkésbarnává válik, széles és mély hosszanti mélyedések jelennek meg rajta. Elsődleges ágai fölfelé irányulóak, hosszúak, az ebből kiágazók már hajlékonyak és lekonyulóak. Friss hajtásai kékeszöldek, később vörösesbarnává, majd szürkévé válnak.
Tűlevélcsomói kezdetben 25–35 mm-esek, majd hamar szétválnak, leggyakrabban 3 lazán lógó tűlevélből állnak, ritkán 2-ből vagy 4-ből. A levelek hossza általában 20–30 cm, átmérőjük 1,2–1,5 mm, színük világoszöld, hegyesek, szélük fogazott. A levelek minden oldalán feltűnőek a gázcserenyílások.
Porzós tobozai 20–30 mm hosszúak, 5 mm vastagok, az új hajtások tövében nőnek, rózsaszínből sárgává válnak. Termő tobozai általában egyesével nőnek, száruk 10–15 mm hosszú. A fiatal tobozok szélesek, tojás alakúak, sokszor egészen gömbszerűek, két évszak alatt érnek meg. Az érett tobozok is kicsik: szétnyílva 3,5–5,5 cm × 3–4,5 cm méretűek. 70–90 pikkelye vastag, fás, sötétbarna színű. A magok tojásdadok, enyhén lapítottak, sötétbarnák, hosszuk 3–5 mm, szárnyuk 10–14 mm × 4–6 mm-es, világos sárgás- vagy szürkésbarna.

## Felhasználása
Felhasználása nem különösebben jellemző, bár többhelyütt a helyi lakók törzséből és ágaiból szerszámokat készítenek.

## Elterjedése
Ez a fenyő kizárólag Mexikó területén honos, annak is középső részének nyugati felén, Chihuahua, Sinaloa, Sonora, Durango, Zacatecas, Nayarit, Jalisco, Guanajuato és Aguascalientes államokban, főként 1700–2600 méter közötti tengerszint feletti magasságokban.